# Katalog Melotte

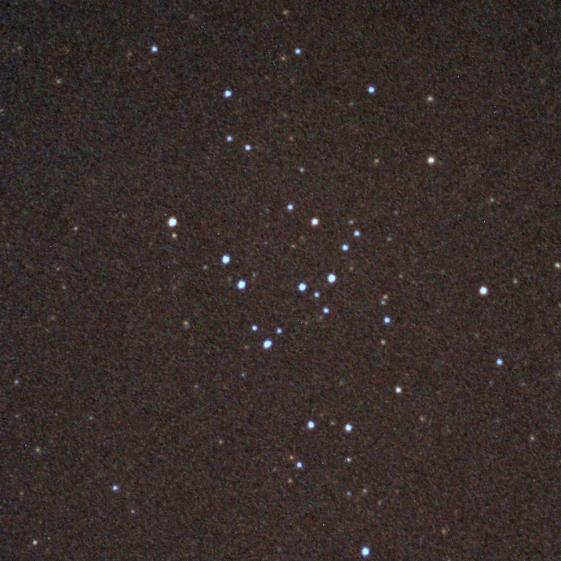
Melotte 111

Katalog Melotte – astronomiczny katalog gromad gwiazd znajdujących się na obu półkulach nieba. Katalog ten zestawił brytyjski astronom Philibert Jacques Melotte na podstawie analizy płyt fotograficznych wykonanych przez Johna Franklina-Adamsa. Katalog został opublikowany w 1915 roku w czasopiśmie „Memoirs of the Royal Astronomical Society”. Składa się z 245 obiektów, głównie gromad otwartych oraz kilkudziesięciu kulistych. Oprócz gromad katalog ten zawiera również kilka asocjacji gwiazdowych. Obiekty katalogu są oznaczone jako Melotte + numer katalogowy lub Mel + numer katalogowy, np. "Melotte 15" lub "Mel 15". Większość obiektów, które znalazły się w katalogu była skatalogowana we wcześniejszych katalogach astronomicznych – Katalogu Messiera, New General Catalogue i jego suplementach Index Catalogue.
Na mapach gwiezdnych w wielu wypadkach katalog ten został zastąpiony przez Katalog Collindera.

## Wybrane obiekty z katalogu Melotte
- Melotte 13 – h Persei
- Melotte 14 – χ Persei
- Melotte 15
- Melotte 25 – Hiady
- Melotte 88 – Messier 44
- Melote 102
- Melotte 111